# Bruno Farias
Bruno Souza Farias (Belo Horizonte, 13 de outubro de 1982) é um enfermeiro e político brasileiro, filiado ao Avante. Em 2022, foi eleito para o cargo de Deputado Federal por Minas Gerais.

## Biografia
Bruno Farias era presidente do COREN-MG (Conselho Regional de Enfermagem de Minas Gerais) e começou a carreira política em 2022, quando concorreu a deputado federal pelo partido Avante,utilizando-se da defesa da enfermagem.  Elegeu-se com 97.246 votos. 
Durante o Governo de Transição, de Lula (PT), Bruno Farias foi nomeado para a equipe de transição no setor da Saúde.